# Если это будет продолжаться…
«Е́сли э́то бу́дет продолжа́ться…» (англ. If This Goes On—) — научно-фантастическая антиутопическая повесть Роберта Хайнлайна из цикла «История будущего». Четвёртое опубликованное произведение писателя. Существует в двух вариантах, отличающихся идеологией и некоторыми содержательными аспектами, несмотря на неизменность фабулы.
Повесть посвящена угрозе установления в США теократической диктатуры, а также победе здравых сил закона и разума, подготовивших Вторую Американскую революцию. Действие происходит приблизительно в конце XXI века, когда в Северной Америке уже третье поколение существует теократия Пророка, возглавляющего Новый крестовый поход. Главный герой — молодой и восторженный Джон Лайл, состоящий в корпусе Ангелов Господних, то есть личной охраны воплощённого Пророка. Влюбившись в молоденькую сестру Юдифь, так называемую Деву или «невесту Пророка», Лайл попросил своего друга-сослуживца Зебадию Джонса устроить встречу с нею. В итоге Джон попал в движение сопротивления, так называемую Каббалу, возглавляемую в первую очередь масонами, которые стремятся восстановить светские демократические Соединённые Штаты. Отвергнувшую притязания Пророка Юдифь арестовывают, но заговорщики вывозят её в Мексику. Лайла, выдержавшего пытки инквизиторов, также спасает Каббала, а сам он похищает воздушный корабль и попадает в тайное убежище на границе с Мексикой. Лайл постепенно учится быть американцем и работает помощником генерала, командующего штурмовыми силами. Юдифь вышла в Мексике замуж, а Джон в итоге женился на Магдалине (Мэгги) — бывшей «невесте Пророка», участвовавшей в операции по их спасению. Зебадия и Джон участвуют в подготовке психологической войны, которая блестяще удалась. В финале силы восставших штурмуют Новый Иерусалим, который когда-то именовался Вашингтоном, но Пророка не удалось захватить — его растерзали «девы-невесты».
Тема захвата США религиозными фундаменталистами так или иначе пронизывала всё творчество Хайнлайна. Написание повести шло в первой половине 1939 года; название было присвоено Джоном Кэмпбеллом —работодателем писателя. Кэмпбелл увеличил Хайнлайну гонорар и присвоил повести категорию «Nova», которая обозначала экспериментальные тексты. «Если это будет продолжаться…» вышла в двух номерах журнала Astounding Science Fiction (февраль — март 1940 года), получив много отзывов. В 1953 году Роберт Хайнлайн полностью переработал текст для книжного издания «Истории будущего» — сборника «Восстание в 2100 году» (Revolt in 2100). В 1967 году повесть вошла в состав сборника The Past through Tomorrow, который многократно переиздавался. В 2016 году «Если это будет продолжаться…» была отмечена ретроспективной премией «Хьюго» за 1941 год в категории «Лучшая повесть».

## Содержание

### Фантастический мир

Парад Ку-клукс-клана в Вашингтоне 13 сентября 1926 года

В реконструкции исследователя и переводчика С. В. Голда, предыстория событий повести выглядела следующим образом. Примерно в 1970-е годы началась карьера странствующего проповедника по имени Неемия Скаддер. Первоначально он принадлежал малоизвестной фундаменталистской секте, но его энергия и харизма привлекали к нему толпы последователей. Своих ближних он именовал «агнцами», и вдова обувного короля миссис Рэйчел Биггс завещала ему всё своё восьмимиллионное состояние, позволившее обустроить молитвенный дом Преподобного и купить телестанцию, транслировавшую его проповеди. Неемия Скаддер умело обличал пороки действующей власти и играл на предрассудках и фобиях своей паствы, осуждая разом любую мирскую суету и легкомыслие. Скаддер заинтересовал некоего отставного сенатора, который подсказал, как вложить деньги вдовы Биггс в рекламно-маркетинговое агентство. После этого началось продвижение Преподобного на уровне всей страны, а его церковь стала инструментом реальной политики. Амбиции Скаддера росли, и в 1980-е годы он объявил Новый Крестовый поход, целью которого было искоренение любых иных учений, осуществление Армагеддона и построение Царствия Божия на земле. Скаддериты организовали Партию Истинных Американцев, выдвинув преподобного Неемию на пост президента США. Боевая группа партии была названа Ангелами Господними — они копировали стилистику Ку-клукс-клана. Выборы 2012 года стали самыми грязными и кровавыми в истории Соединённых Штатов, и привели Неемию Скаддера к вершине власти. После инаугурации он созвал Вселенский Собор Истинной Церкви, на котором преподобного объявили Первым Пророком и устроителем Нового Иерусалима (как стал именоваться Вашингтон). По официальной версии, Пророк в гневе изгнал из города кровожадного ставленника сатаны.
Очередные выборы 2016 года не состоялись, были отменены Билль о правах и Конституция США. Над Новым Иерусалимом высилась Цитадель — дворец Первого Пророка, способный выдержать прямое попадание водородной бомбы. Американская теократия полностью изолировала страну, почти свела на нет внешние контакты и отгородилась от прочих «царств неверных» железным занавесом. Американцы невежественны: главного героя, когда он читал лондонскую «Таймс», потрясло «…письмо, в котором епископ местной языческой церкви укорял своих прихожан за то, что они редко ходят в церковь». Царство Божие Неемии Скаддера не обладало ядерным арсеналом, который к тому времени был монополизирован Федерацией — наследницей ООН. Именно Федерация полностью контролировала производство и применение атомного оружия, затем оно было передано под юрисдикцию Космического патруля. После смерти первого Воплощённого Пророка Скаддера прошло три поколения, за которые Америка деградировала, «обратив вспять два столетия технического и социального прогресса». Лишь очень немногие здравомыслящие люди понимали, что данная ситуация не может продолжаться бесконечно и завершится полным исчезновением страны и нации.
Главные герои используют своеобразный сленг, включающий массу библейской лексики. Герои используют междометие «Sheol!» в ситуации, когда носители русского языка говорят «о, Боже!». Это слово используют в том числе послушники, богобоязненные христиане, которые надеются когда-нибудь получить рукоположение. «Sheol» заменяет созвучное «Hell» — то есть ад, и само это слово означает преисподнюю в ветхозаветном иудаизме. Биограф Хайнлайна У. Паттерсон полагал, что использование библеизмов и цитат очень низкое, по сравнению с обыденной речью уроженцев Американского Юга и Библейского пояса, напоминая, что сам Хайнлайн воспитывался как методист.

### Фабула
Джон Лайл, легат личной охраны Пророка (так называемые Ангелы Господни), служит в столице, Новом Иерусалиме — бывшем Вашингтоне. Поначалу он искренне верен режиму, но вера его дала трещину, когда он с первого взгляда влюбился в одну из девственниц, предназначенных для Пророка, сестру Юдифь. Она отвергла домогательства, когда на неё пал жребий, поэтому была посажена под арест. При помощи своего друга и сослуживца Зебадии Джонса (Зеба) и одной из дев — сестры Магдалины, Джон связывается с подпольем, так называемой Каббалой, ради освобождения Юдифь. Постепенно Лайл осознаёт ситуацию в стране, и вместе с Зебом присоединяется к сопротивлению. После разработки плана Джон освобождает Юдифь, но ценой собственного ареста. Почти сломавшись от пыток инквизиции, он лишается сознания и пропускает своё освобождение, организованное соратниками.
Пока Джон восстанавливается в безопасном месте, Юдифь благополучно вывозят в Мексику. Выздоровев, он становится курьером и получает задание пробраться под чужим именем в главный штаб Каббалы, расположенный в другой части страны. В пути Джона раскрывают спецслужбы Пророка и ему приходится уходить от преследования, захватив летающий автомобиль. Штаб Каббалы расположен в глубоких подземных пещерах, где уже работает Зеб, который добрался раньше него. Джон вливается в работу штаба по подготовке революции, став помощником командующего штурмовыми силами, генерала Хаксли.
Успешно освоившись в штабе, Джон получает письмо от Юдифь, которая сообщила ему о своём предстоящем браке с неким сеньором Мендосой в Мехико. К тому времени у самого Лайла развивается роман с Магдалиной (Мэгги Эндрюс), бывшей девственницей из дворца Пророка, которая свела Джона и Зеба с подпольем. В штабе разворачиваются бурные дискуссии о том, что будет со страной после победы над Пророком. Профессиональные психотехники настаивают, что выиграв сражение, они проиграют войну, ибо подавляющее большинство населения лояльно к теократическому режиму. Среди революционеров нет единства, Каббала является лишь одной из сил сопротивления Пророку. Зебадия предложил перехватить трансляцию чуда «воплощения Пророка», чтобы сам Неемия Скаддер осудил положение в стране. Эмоциональный шок должен был помочь захвату Нового Иерусалима. Революция разворачивается успешно; Джон и Магдалина женятся перед самым штурмом. Генерал Хаксли тяжело ранен, и Лайлу приходится перехватить командование, хотя он не имеет на это права. Наконец, повстанцы ворвались во дворец, но Пророка захватить не удаётся — его растерзали дворцовые девственницы.

## История создания и публикации

### Предыстория: замысел и фантастическое допущение
Впервые история пророка Неемии Скаддера упоминалась в дебютном романе Хайнлайна «Нам, живущим» (1937—1938), но это был глубоко второстепенный сюжет, о котором главный герой узнаёт из исторической справки. Активность Скаддера относилась в этом варианте будущего к 2025—2030 годам, и ему не удалось победить на президентских выборах. В мае 1939 года Хайнлайн работал на рукописью «Капитаны и священники» о победе фанатиков в США, крушении демократии и начале Второй Американской революции в 2040 году — то есть ровно через столетие. В диаграмме «Истории будущего» 1941 года победа Неемии относилась к 2015 году, а революция — к 2075-му. Однако в романе 1980 года «Число зверя» диктатура Пророков установилась в 1980-е годы, дата революции же осталась прежней. Однако в 1939 году работа не пошла: за три попытки Роберт Хайнлайн написал 22 страницы черновика и отправил рукопись на полку. К августу черновик всё-таки был готов, получив имя «Лоза и смоковница» («Vine and Fig Tree», что большинство комментаторов считало аллюзией к 3 Цар. 4:25) из прощального послания Джорджа Вашингтона нации. Переводчик и исследователь С. В. Голд утверждал, что источником могло быть послание Вашингтона 1790 года в ньюпортскую синагогу, где использовано Мих. 4:4: «Но каждый будет сидеть под своею виноградною лозою и под своею смоковницею». Есть похожее сочетание и в Новом Завете (Лк. 13:6).
История харизматического телепроповедника Неемии Скаддера занимала воображение Хайнлайна в течение всей его творческой деятельности — почти полвека. При этом, как и у Клиффорда Саймака, в творчестве писателя почти нет злодеев как таковых, ибо Хайнлайн не верил в существование воплощённого зла; подобные образы крайне редко встречаются в корпусе его текстов, и это всегда инопланетяне, — за исключением безумного Пророка. Сам писатель никогда не упоминал реальных прототипов Скаддера, и если ему задавали вопросы об истоках теократии, обычно рассуждал отвлечённо. По мнению С. В. Голда, хотя эпоха изобиловала харизматическими диктаторами, Хайнлайна мало волновали события в Европе и он мало что о них знал, поэтому образы проповедника необходимо искать на Американском континенте. Например, в 1935—1943 годах провинцию Альберта в Канаде возглавлял Уильям Аберхарт по прозвищу Библейский Билл, чьи воскресные проповеди по радио были весьма популярны и в США. «Странствующие проповедники, религиозные кликуши и фанатики были реальной обыденностью детских лет писателя», выросшего в Библейском поясе. Естественным для США явлением было и то, что целые города, а иногда и округа были заселены адептами религиозных доктрин. В общинах амишей или мормонов господствовала самая настоящая теократия, и власть старейшин значила намного больше, чем указания федеральных властей. Возможность тотального религиозного контроля не была для Хайнлайна абстрактной идеей. В период Великой депрессии наблюдался всплеск активности странствующих проповедников, но одновременно экономический кризис привёл к подрыву функционирования основных религиозных конфессий из-за финансового краха, существенно дискредитированной оказалась и протестантская модель праведной жизни: «работай и воздастся». Однако из-за низкого порога вхождения, резко усилилась миссионерская активность евангелических сект и фундаменталистов. Как писал С. В. Голд, «С точки зрения Хайнлайна это могло выглядеть как падение старой доброй Церкви под натиском безумных фанатиков и следующих за ними по пятам фундаменталистов». При этом успех Скаддера как медиаперсоны к моменту написания повести являлся фантастическим допущением: клерикальная активность на радио началась только в 1940-е годы, а первым телевизионным проповедником стал в 1951 году католический архиепископ Ньюпорта Фултон Джон Шин.
Формируя образ движения сопротивления, Хайнайн исходил из того, что опорой власти Пророков стали «различные ортодоксальные евангелические секты», тогда как ядро оппозиции составили масоны. Во времена работы над повестью, в исторической литературе, которой пользовался писатель, как данность утверждалось, что именно масоны стали основной движущей силой американской и Великой французской революций. Это также укладывалось в конспирологические представления потенциальных читателей фантастики и отвечало вкусам главного работодателя Хайнлайна Джона Вуда Кэмпбелла-младшего. Кроме того, только масонские ложи, толерантные к вере или её отсутствию, смогли бы объединить иудеев, католиков, протестантов и даже мормонов. Хайнлайн к 1939 году обладал вполне реальным политическим опытом, в том числе внутрипартийной фракционной борьбы, но не пытался описать, как масоны взаимодействовали с фракциями подполья («они просто ими руководят, а как и чем они поддерживают свою руководящую роль, остаётся за кадром»). Самой тяжёлой задачей революционеров является победа не над правительством теократии или армией, а над собственным народом: «Заставить народ восстать против того, что всех устраивает — задача как раз для масонов, за которыми закрепилось реноме тайных манипуляторов». Впрочем, Хайнлайн никогда не состоял в масонской ложе и черпал все представления из открытых источников.

### Журнальный вариант

Хайнлайн в своём кабинете в Лорел-каньоне в 1940 году. На заднем плане чёрно-белая иллюстрация Х. Роджерса для внутреннего титульного листа в февральском выпуске Astounding

25 августа 1939 года Джон Кэмпбелл сообщал Роберту Хайнлайну, что повесть «Лоза и смоковница» принята к публикации с продолжением и за неё перечислен гонорар в 310 долларов. В этом же письме Хайнлайна уведомляли, что ему положена 25 % надбавка, но одновременно редактор требовал, чтобы писатель более не обращался к данной тематике. Волей Кэмпбелла название было заменено на «Если это будет продолжаться…» («чтобы звучало поживей»). В печать произведение не могло быть отправлено, пока не завершится публикация «Серого Линзмена» Эдварда Смита, поэтому от Роберта требовались новые рассказы и короткие повести, «чтобы заполнить промежутки». В ответном письме от 7 сентября Хайнлайн извещал, что гонорар пришёл как раз в день рождения Леслин — миссис Хайнлайн, а сумма была направлена на погашение полугодового ипотечного платежа за дом на Лукаут-Маунтин-авеню № 8777 в Лорел-каньоне. Примерно в это же время, следуя примеру Синклера Льюиса, с которым Хайнлайн взаимодействовал в середине 1930-х годов, Роберт составил диаграмму, позволяющую согласовывать хронологию событий разных сюжетных линий и держать в памяти характеристики сквозных персонажей. Как отмечал С. В. Голд, реальной необходимости составления таблицы не было, ибо Хайнлайн потерпел неудачу с романом, а написанные рассказы ещё не соотносились друг с другом. Диаграмма очень понравилась Кэмпбеллу, когда, наконец в 1940 году состоялось их личное знакомство, именно главный редактор и назвал схему «Историей будущего». Очень быстро название перешло на корпус текстов, заглавия которых помещались в диаграмму. В версии 1939 года заглавий было всего семь, а к 1941 году их число выросло до пятнадцати.
В январском номере Astounding за 1940 год (в нём печатался «Реквием» Хайнлайна — тоже как эксперимент оценки предпочтений читателей) был помещён анонс Дж. Кэмпбелла следующего содержания:

«Если это будет продолжаться…»… даёт убийственно пронзительную картину будущего — того, что сегодня является искусством, но завтра станет наукой, более судьбоносной и важной наукой для человеческого будущего человека, чем даже медицина. Это будущее пропаганды и использующей её диктатуры. Пропаганда и диктатура развились до своей конечной цели, к которой они стремятся сегодня — ложного культа, таящегося за маской новой религии!

Это художественный вымысел, — но это и пророчество. И оно столь разительно отличается по силе и манере представления от любого предшественника, что заслуживает редкой для Astounding рубрики «Nowa».

Иллюстрирование повести и обложки журнала было поручено ведущему художнику Astounding Хьюберту Роджерсу, для которого это была первая работа с Хайнлайном, но затем они сотрудничали до середины 1950-х годов. На обложку выпуска была запланирована цветная иллюстрация, эскиз для которой был написан маслом на загрунтованном картоне формата 50 × 70 см. Позднее Хайнлайн выпросил у Кэмпбелла картину Роджерса, и она украшала как минимум четыре дома писателя вплоть до конца 1960-х годов. Изображала она сухопутный дредноут, стилизованный под танк времён Первой мировой войны. 3 февраля 1940 года писатель отправил художнику письмо, содержащее множество славословий:

Обложка прекрасна; я восхищён и композицией, и цветовым решением. Но особенно меня восхитило поразительно драматичное исполнение титульного листа, выполненное в черно-белом цвете без каких-либо особых действий с картинкой. Для меня это портрет Зебадии, человека, как вы помните, гораздо большей силы характера, чем герой.
В майском и июньском рейтинге предпочтений читателей Astounding — так называемой «Аналитической лаборатории» — обе части повести заняли первое место. «Если это будет продолжаться…» был к тому времени всего лишь четвёртым опубликованным произведением Хайнлайна, три из которых вышли в журнале Кэмпбелла («Линия жизни», «Неудачник» и «Реквием»), а «Успешная операция» — в фэнзине Рэя Брэдбери. Практически сразу у Роберта Хайнлайна образовался клуб поклонников, в который входили, кроме Брэдбери, Айзек Азимов и Вилли Лей. В 1940 году, когда Хайнлайн по делам приехал в Нью-Йорк, его пригласили на дискуссию о «Если это будет продолжаться…» в Лигу научной фантастики Куинса — это было первое взаимодействие писателя с американским фэндомом.

### Книжное издание
Окончание Второй мировой войны и ядерные бомбардировки Хиросимы и Нагасаки усилили интерес американского общества к фантастике, существенно вырос рынок фантастических книг, печатаемых в твёрдом переплёте. Весной 1948 года владелец чикагского издательства Shasta Эрл Коршак выкупил у издательского дома Street & Smith права на роман «Дети Мафусаила» и предложил Хайнлайну издать всю «Историю будущего» в пяти томах. Непременным условием было заполнение пробелов в диаграмме: следовало дописать сюжеты, обозначенные в хронологии, но фактически не существующие. В 1949 году началась работа над проектом. Роберт Хайнлайн сгруппировал произведения так, что каждая из пяти книг посвящалась одной из исторических эпох, и выстраивалась вокруг великой личности своей эпохи. Том первый посвящался миллиардеру Делосу Гарриману и освоению Луны; второй — слепому космическому барду Райслингу и освоению Солнечной системы; третий — Неемии Скаддеру и Второй Американской революции; четвёртый — Лазарусу Лонгу и достижению бессмертия; пятый — галактическому триумфу человечества и звездолёту «Авангард». Для завершения проекта Хайнлайну предстояло написать десять новых произведений. Несмотря на крайне жёсткие финансовые условия, писатель был заинтересован в издании своего цикла. Для первого тома специально был написан рассказ «Человек, который продал Луну», и радикально переделан «Взрыв всегда возможен».
Резюмируя переделки, биограф У. Паттерсон сводил их к формуле: «зрелый мастер пера сглаживает шероховатости ученической работы»; при этом, по крайней мере однажды были учтены замечания читателей Astounding. Из переписки Хайнлайна с Кэмпбеллом следует, что писатель потратил на «Лозу и смоковницу» много сил, но затем жаловался, что в итоге получилась «какая-то дешёвая халтура». Главный редактор был с этим не согласен, ибо считал, что Хайнлайн совершил, по крайней мере, одно открытие: тщательно разрабатывая историко-технологический фон, он получил возможность «просто, легко и естественно» двигать сюжет, на заставляя читателя пролистывать двухстраничные лекции «о текущем моменте». С. В. Голд обращал внимание на быструю смену жанровых шаблонов — игру с читателями: начинается повесть чуть ли не как цитата из Шекспира: «ночь, стены замка, стражники с алебардами». Далее сюжет переключается на формулу «заговор — спасение принцессы», сменяющуюся на «флеминговскую шпионскую авантюру с использованием высокотехнологичных гаджетов» и сцены в подземном убежище Каббалы, в которой герои почти исключительно обсуждают философские вопросы и прикладные темы организации пропаганды и государственного переворота. Эта часть ближе всего к классической утопии, но построена по образцу Герберта Уэллса. Финальная битва воспроизводит лекала космооперы. Несмотря на эклектичность, переходы в повести оформлены плавно и не вызывают неприятия, ибо определяются логикой сюжета. Как отмечал С. В. Голд, журнальный сюжет «Если это будет продолжаться…» построен на конфликте между моделью воспитания и культурного окружения и личной свободы и свободой личности. Хайнлайн на этом этапе ещё не был способен исследовать поставленную проблему, он её описывал, имея заранее ответы на все вопросы. Верующий и откровенно недалёкий легат Ангелов Господних Джонни Лайл в одночасье лишился цели и месте в жизни из-за любви к случайно встреченной женщине. Эта любовь запретна — он страж Воплощённого Пророка, а она — девственница, предназначенная для утех того же Пророка, и в данной ситуации Лайл автоматически переходит в оппозицию к принятому порядку вещей. Джонни активно помогает его приятель Зеб. Далее Лайл проходит через череду испытаний — убийство шпиона, вызволение Юдифи из узилища и допрос в инквизиции, после чего у Джонни полностью отсутствует выбор, и он становится агентом-нелегалом. Активное действие занимает восемь из двенадцати глав. Когда в девятой главе Лайл попадает в подземный центр Сопротивления, в сюжете он переходит на второй план, ненадолго сыграв ключевую роль в финале — двенадцатой главе. Повествование построено так, чтобы читатель ни на минуту не усомнился, что Джонни не является великим героем, и от поступков его мало что зависит. Его главная функция — вызывать сочувствие читателя, быть свидетелем грандиозных процессов, учиться у более умных товарищей и транслировать свои открытия окружающим. В этом отношении Джон — типичный персонаж утопического романа. В эпилоге самими героями подытоживаются события: Джонни Лайл женится на Юдифи, отказывается от звания майора и возвращается к ремеслу коммивояжёра, которое освоил, служа курьером Каббалы, и «наслаждается свободой под собственной виноградной лозой и смоковницей». Кроме того, в финале упоминаются «психооператоры» или «сенситивы» — которых можно воспринимать или как раннюю разработку идеи киборгов или как телепатов, занятых координацией общих процессов.
Согласно С. В. Голду, переделывая повесть через четырнадцать лет, Хайнлайн, вероятно, заметил, что главным недостатком его персонажа становится полное отсутствие развития. Фактически единственным его поступком является мгновенный переход на другую сторону баррикад. Так началась лепка психологического профиля Лайла. В журнальной версии он встретил сестру Юдифь перед тем, как она отправляется служить Пророку, а затем начинается переполох, так как она подслушала рутинный разговор высших представителей администрации. В книжном варианте упор делается на то, что Девственницы заняты сексуальным обслуживанием тирана-клирика, и именно это открытие вызвало у Юдифи шок. В книге между первой и второй встречами Джона и Юдифи проходит месяц (а не час), и чувства Лайла успевают разгореться гораздо сильнее. После ухода Джона в Каббалу расширен эпизод его воспитания на конспиративной квартире, где он читает свободную прессу, Томаса Пейна и Патрика Генри и приходит к выводу, что любая секретность — краеугольный камень тирании. Внутренний кризис Лайла усиливается, когда он узнаёт, что Зебадия — атеист, а потом знакомится с сестрой Магдалиной — бывшей девственницей Пророка, и её раскрепощённость сокрушает очередной внутренний барьер в сознании Джона. Далее Юдифь вообще исчезает из повествования, оставляя Лайла терзаться и преодолевать последние сомнения, что добавило в повествование глубину. По мнению С. В. Голда, в известном смысле это было проекцией собственной жизни Хайнлайна: «Замена романтичной, но легкомысленной Юдифи на прагматичную Магдалину очень похожа на замену романтичной Леслин на прагматичную Вирджинию». Помимо психологии, существенное различие между журнальной и книжной редакциями заключалось в фантастических технологиях. Каббала активно использует нейролингвистическое программирование и устраивает американцам массовую промывку мозгов. В десятой главе введён длинный диалог с участием главы военной разведки Новака, сторонниками и противниками психологической войны. Хайнлайн к 1953 году, очевидно, успел ознакомиться с трудами по теории государственных переворотов и герильи Винтригема и Леви, и, вероятно, Мао Цзэдуна и Че Гевары, уже переведённых на английский язык. Если в журнальном варианте подготовка к революции напоминает предвыборную кампанию, где основной упор делается на ненасильственную агитацию и пропаганду, то в книжном издании упоминается массовый террор, убийцы-смертники, вооружённый захват телесети и даже чистки внутри движения сопротивления, включая устранения кандидатов, не прошедших в ложу. Была уменьшена и роль масонов — в версии пятидесятых годов они лишь одна из движущих сил революции, которая сразу же отказывается от власти после падения власти Пророков. В версии 1939 года масоны реализовали революцию единолично и отказываться от завоёванной власти не собирались.
В книжном издании Хайнлайн уточнял и эпизоды, касающиеся научно-технической фантастики как таковой. Подчёркивая технологический упадок государства Пророков, автор лишил героев электронных часов, которые носили на пальцах, как кольцо: такое устройство автоматически синхронизировалось с сигналами Военно-морской обсерватории. Был сильно переписан эпизод с катапультированием Джонни из летающего автомобиля: в журнальной версии, чтобы не сгореть в факеле реактивного двигателя, Лайл поднял машину в стратосферу, чтобы не сталкивать пилота со встречным потоком, а также завернулся в асбестовую ткань, из которой сделаны чехлы на пилотских креслах. В книжной версии Лайл поднял машину на верхнюю дугу баллистической траектории, где двигатель автоматически выключается. Были пересчитаны все статистические данные в сценах с подготовкой восстания и подсчётами вероятности победы, даже число датчиков на детекторе лжи инквизиции.
В декабре 1953 года издательство «Шаста» выпустило том «Восстание 2100 года». Дата, приведённая в заголовке, не соотносилась ни со схемой «Истории будущего», ни с содержанием книги; название было предложено главой издательства. Помимо «Если это будет продолжаться…», Хайнлайн включил в сборник короткую повесть «Ковентри» и рассказ «Неудачник», выстроенные по внутренней хронологии цикла. К тому времени Эрл Коршак проявил себя как необязательный партнёр, который всячески занижал гонорары и задерживал выплаты роялти, а также мог в одностороннем порядке менять договоры с писателями и продавал вторичные права на сборники рассказов Хайнлайна, не выплачивая автору ни цента. Для такой манеры поведения Хайнлайн изобрёл неологизм korshaking. В результате Хайнлайн пришёл к выводу, что его время и энергия могли быть продуктивно потрачены на написание нового материала. Хотя третий том «Истории будущего» оказался самым объёмным из всех изданий «Шасты», Хайнлайн включил в его состав послесловие «Повесть о ненаписанных повестях». Там было объявлено, что Неемия Скаддер — слишком неприятный персонаж, чтобы писать о нём отдельные рассказы и повести. Тем не менее, для четвёртого тома Роберт переписал «Детей Мафусаила», но к февралю 1955 года отказался от продолжения проекта. Далее из-за годичной просрочки выплат «Шастой» удалось безболезненно разорвать контракт; «Дети Мафусаила» были напечатаны в Gnome Press в 1958 году (когда «Шаста» прекратила существование), а включаемые в проектируемый пятый том «Пасынки Вселенной» — лишь в 1963 году.
По мнению С. В. Голда, основными причинами отказа Хайнлайна от дальнейшего продолжения «Истории будущего» стали два фактора. Во-первых, составленная им схема больше не стыковалась с новыми замыслами, превращаясь в прокрустово ложе. Во-вторых, работа над ювенильными романами издательства Scribner’s показала, что фантастический мир возможно создавать на ходу, налепливая его на потребности сюжета, не ставя отсылок к другим произведениям. При подготовке сборника The Past Through Tomorrow в 1967 году в издательстве G. P. Putnam’s Sons в его состав были включены все произведения из трёх томов «Шасты» и роман «Дети Мафусаила» в редакции 1958 года, но «Пасынки Вселенной» не вошли.

## Литературные особенности

### Ученическое произведение
Автор первого комплексного исследования творчества Хайнлайна Алексей Паншин, в своей монографии «Мир за холмом» (1989) высоко оценивал повесть «Если это будет продолжаться…», которую рассматривал в контексте формирования писателя-фантаста и его взаимодействия с Джоном Кэмпбеллом. После успеха «Линии жизни» и «Неудачника» Кэмпбелл отверг четыре подряд рассказа Хайнлайна, принуждая его многократно переделывать рукописи. По мнению Паншина, во внутренней сути, ценностях и даже предрассудках Хайнлайн и Кэмпбелл были очень похожи: «Оба они были очень энергичными, самовольными инженерами Атомного века, поэтому конфликт между ними был неизбежен, а потом они должны приладиться друг к другу и друг другу помогать». Поначалу лидировал Кэмпбелл, так как начинающий писатель нуждался в деньгах и в надёжном работодателе и партнёре. Именно поэтому в период 1939—1941 годов Хайнлайн неизменно уступал и вносил коррективы в свои тексты. Это шло на пользу его произведениям: «Там, где он был смутен, он чётче расставлял акценты. Его требования к достоверности стали жёстче и в то же время утончённее и умнее». Если Айзеку Азимову понадобилось два с половиной года личного общения с Кэмпбеллом, чтобы понять, что от него требуется, то Хайнлайн приспособился к формату палп-журнала почти мгновенно, отчасти, будучи уже готов к профессии фантаста. В 1939—1940 годах из десяти опубликованных им произведений пять были приобретены редакцией Astounding.
Томас Клэресон и Джо Сандерс также перечисляли недостатки и удачи «Если это будет продолжаться…»: в эпическом по замыслу финале так и не удалось добиться ни драматизма, ни широкой панорамы. Напротив, образ Мэгги Эндрюс — сестры Магдалины — очень полнокровен, и является едва ли не первым примером хайнлайновской героини: решительной, взрослой и прагматически мыслящей женщины. Ей предстоит многому научить Джонни Лайла — прежде всего, преодолению социальной незрелости. Однако в конечном итоге повесть очень неровная; она, скорее важна для демонстрации идей, повторяющихся на всём протяжении творческого пути Хайнлайна. Часто упоминается общая семантика: и режим Пророков, и оппозиционная Каббала активно разрабатывают механизмы психологического контроля над населением. Беглое размышление Лайла о том, что полицейское государство неизбежно будет искажать историю, предвосхищает или перекликается с важнейшим сюжетом «1984» Оруэлла. Мировоззрение повествователя ещё не устоялось: фундаменталистскому монизму Пророков противопоставляется некий «бледный отголосок деизма восемнадцатого века», когда Лайл рассуждает о Великом Архитекторе вселенной, но Зебадия прямо заявляет, что каждый человек — «сам себе узник, осуждённый на пожизненное одиночное заключение», чем, вероятно, предвосхитил повторяющийся мотив творчества Силверберга.

### Поэтика и лейтмотивы

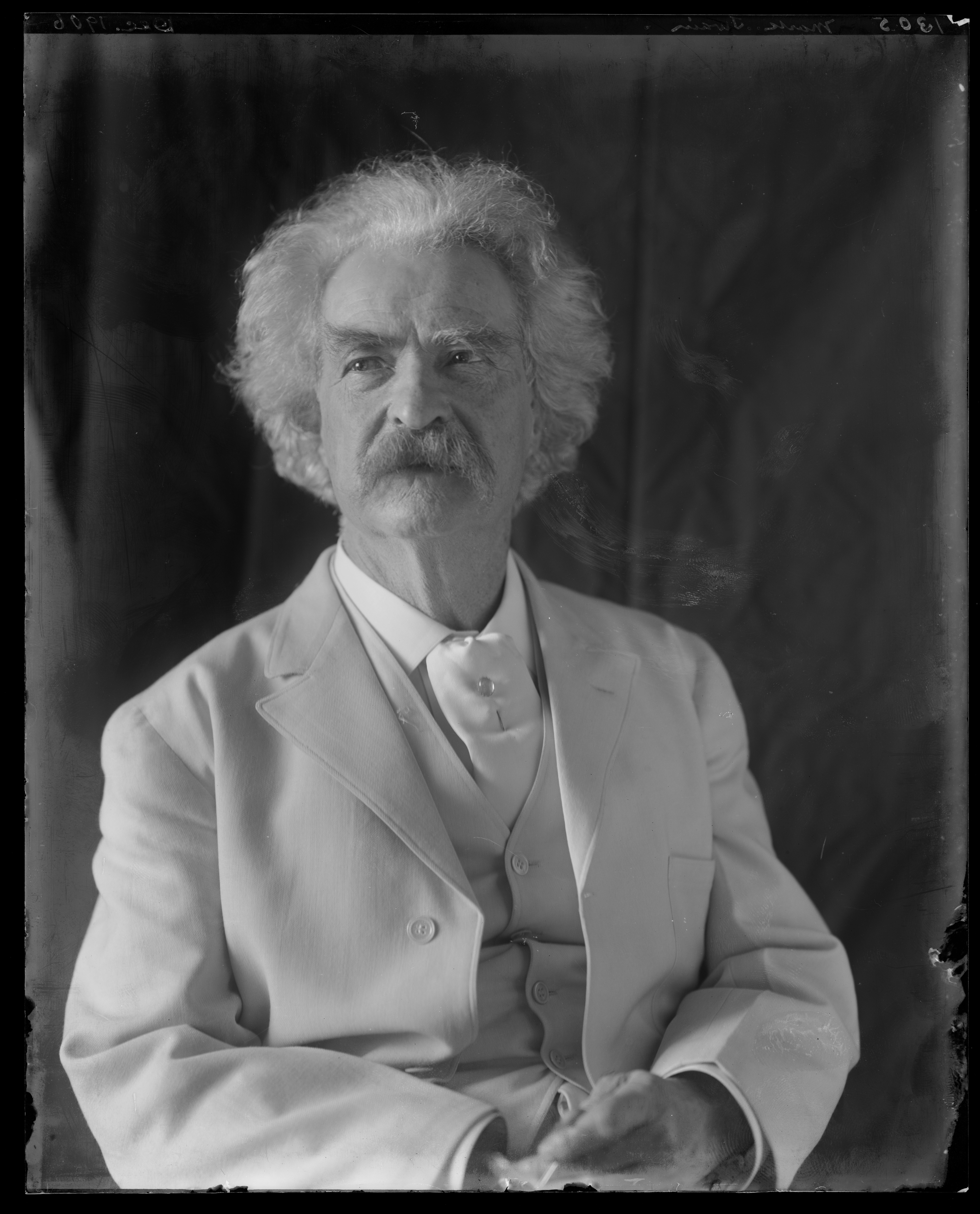
Марк Твен — «выразитель американского духа»

А. Паншин педалировал факт, что «Если это будет продолжаться…» — всего лишь седьмое из написанных Хайнлайном произведений, — оказавшееся прорывным во всех отношениях. Фантастический мир Хайнлайна, по мнению критика, во многих отношениях не имел аналогов в тогдашней НФ, при этом писатель широко пользовался методом инверсии: «Вещи в этом мире весьма отличны от ныне существующих, но странно нам близки». В автобиографическом пассаже, в котором Джон Лайл сообщает о себе — Хайнлайн дал своему персонажу девичью фамилию матери — внимательным читателем сразу опознаются «научная вера» Хьюго Герсбека, строительство миров Уэллса, анахрониное сочетание архаичного и высокотехнологического общества Эдгара Берроуза с излюбленным им повествованием от первого лица. При этом в государстве Воплощённых Пророков Вест-Пойнт продолжает оставаться военной академией; Вашингтон стал Новым Иерусалимом, но по-прежнему существуют Цинциннати и Канзас-сити, и даже издаётся «Нью-Йорк таймс». Для ранней научной фантастики технический и общественный прогресс рассматривались как единое целое, то есть прогресс общества воспринимался как комплексное явление. В мире Хайнлайна нет комплексности, картина мира собрана из мозаики, каждый элемент в которой независим от себе подобных. Эффект узнавания нужен ещё и для демонстрации, что некие явления и вещи, унаследованные из нашей современности, в будущем остались теми же самыми, некоторые прогрессировали и изменялись до неузнаваемости, третьи же деградировали. В итоге в одном времени и пространстве сочетаются копья и щиты (часть ритуальной униформы Ангелов Господних), Вест-Пойнт, где обучают военной психологии, и некий Ракетный патруль. Когда Хайнлайн перерабатывал повесть для книжной публикации, шла Корейская война, поэтому быстрая психологическая обработка ста миллионов американцев казалась категорически неприемлемой; эту мысль писатель вложил в уста персонажа, намеренно сделанного похожим на Марка Твена. Произнеся свой монолог, он тут же умирает, не давая возможности оппонентам себя опровергнуть.
Согласно А. Паншину, в 1940-е годы Хайнлайну было известно три типовые формулы сюжетной завязки о человеческих взаимоотношениях:
1. «Юноша встречает девушку»;
2. «Храбрый портняжка» (то есть стойкий человек, выживающий вопреки трудностям, либо поверженный титан);
3. Человек, повышающий свою компетенцию.

В своей первой повести Хайнлайн умудрился использовать все три формулы, хотя, обобщая, Джон Лайл относится к числу персонажей, непрестанно повышающих компетентность. Равным образом, литература знает лишь два способа повествования: от первого и от третьего лица. Повествование от первого лица лучше воспринималось читателями палп-журналов, и было убедительнее, ибо способствовало отождествлению читателя с героем произведения. Главным недостатком такого способа изложения является то, что герой не может быть «умнее», ибо демонстрирует только то, что воспринимает или обдумывает. Повествование от третьего лица более многоплановое, но требует высоких писательских умений. Первые опубликованные рассказы Хайнлайны использовали стороннего повествователя, и лишь в «Если это будет продолжаться…» он задействовал героя-рассказчика. При переделке в 1953 году Хайнлайн не стал менять базовых акцентов своей повести, смягчая мелодраматичность и повышая достоверность и обоснованность действий персонажей. В журнальной версии легату Джону Лайлу понадобилось ровно десять минут, чтобы влюбиться в сестру Юдифь на всю оставшуюся жизнь; затем она исчезает посередине повествования и появляется женой Джонни в самом последнем абзаце эпилога. Мелодраматизм ситуации с Юдифью снимается рационализмом поведения персонажей. Когда бывшую девственницу пророка вывозят в Мексику, и она разлучена с Джоном — надолго, если не навсегда, она находит налучшим выводом найти себе подходящего мужчину и выйти за него замуж, и даже отправила Лайлу стандартно-вежливое послание, извещающее об этом. В этом плане Зебадия, назвавший её «недалёкой самкой», не прав: Юдифь поступила по ситуации, объективно и разумно распорядившись своей жизнью. Равным образом Лайл в сцене штурма Нового Иерусалима тоже принимает быстрое решение: когда ранен генерал Хаксли, он понимает, что следующий по званию офицер слишком ограничен, чтобы отдавать верные приказы, и отдаёт за Хаксли распоряжения, пока не становится ясно, что битва выиграна. В книжной версии сюда подведена рациональная база: Лайл к тому моменту поднялся до звания полковника, и выписаны сцены, демонстрирующие некомпетентность другого командира. Лайл наивен в обеих версиях повествования, но в книге его наивность правдоподобнее, обоснованнее и вызывает сочувствие. Английская исследовательница Фара Мендлезон отмечала кинематографичность ранних произведений Хайнлайна, создававшихся в тесном сотрудничестве с его тогдашней женой Леслин Макдональд, имевшей некоторый сценический опыт. Автор выстраивает мизансцены, на которые нацелена его повествовательная «камера»; зачастую прописано её движение — сверху вниз или от самых общих планов к крупным. Интродукцию, впервые у Хайнлайна поданную от первого лица, Мендлезон сравнивала с фильмом «Эта замечательная жизнь».
Исследователь Алекс Невала-Ли отмечал, что в своей повести Хайнлайн впервые использовал композиционный приём, многократно задействованный в последующем творчестве: первая половина текста является остросюжетной, заставляющей читателя глубоко погрузиться в изображаемую реальность. Во второй половине действие замедляется, и обстоятельно разъясняются причины, по которым реальность сделалась именно такой. Кэмпбелл также осознавал новаторство «Если это будет продолжаться…», полагая, что Хайнлайну впервые в истории фантастики удалось продемонстрировать изменчивость культурных ценностей, которую можно было использовать для развития сюжета.

### Либертарианство, революция и элитаризм
Фара Мендлезон отмечала тесную взаимосвязь текстов «Если это будет продолжаться…», «Неудачника» и «Ковентри». В этих произведениях вводятся несколько базовых тем творчества Хайнлайна, которые последовательно разрабатывались до 1980-х годов: гениальность и необходимость образования, дабы «огранить» её и помочь гению разобраться, в каком направлении преобразовывать реальность, роль самообразования и вера в том, что в здоровом обществе найдётся место для каждого. В «Ковентри» и повести о Второй Американской революции герои решительно выбирают гоббсовское либертарианство, но при этом осознают, что даже в самых свободных общества существует юридическая система и общественный договор, более того, условия этого последнего постоянно пересматриваются его участниками. По мысли Ф. Мендлезон, коллизия «Если это будет продолжаться…» исключительно сложна, ибо в этом литературном мире американцы соблазнились ложным договором — с Воплощённым Пророком, ценой чего стал добровольный отказ от просвещения и познания окружающего мира. Именно поэтому Хайнлайн выстроил путь своего героя как классический роман воспитания, в котором детские убеждения Джонни Лайла постепенно преодолеваются им самим, заменяясь на познание мирских устоев. При этом Лайл не вполне типичный протагонист палп-фантастики, ибо не является ни авантюристом, ни героем, — он типичный ведомый, что и позволяет ярко продемонстрировать, что воспринимаемое «должным» на самом деле может оказаться крайне неопределённым или вообще ложным. Одновременно это и попытка Хайнлайна продемонстрировать, каково жить обывателю в эпицентре социальной революции.
На начальном этапе своего развития как писателя Хайнлайн явно одобрял революционный путь развития общества, что заметно ещё в его первой утопии «Нам, живущим». По выражению Ф. Мендлезон, и в начале 1940-х годов («Если это будет продолжаться…» и «Шестой колонне»), и в середине 1960-х («Луна — суровая хозяйка»), «яростный антикоммунист» Хайнлайн со всех мыслимых позиций описывал народные революции, используя большевистские способы организации и большевистские аргументы. В этом плане уже первые читатели повести в Astounding безошибочно определили её как руководство для революционера. Писатель основывался на личном опыте организации выборов в Калифорнии, когда он действовал по следующей формуле — не следует пытаться заигрывать с электоратом и пытаться изменять его мнения и желания, напротив, нужно убеждать, что желания избирателей почти наверняка реализуются при новом лидере или правящей группе. Это подтверждается материалами переписки Хайнлайна. При этом Роберт в тот период не отделял своих личных интересов от собственного понимания «интересов Америки». Джонни Лайл потому и оказался агонистом, а не протагонистом, что «Если это будет продолжаться…» — де-факто учебник, а не художественное произведение. Описывая Вторую Американскую революцию, Хайнлайн не скрывал, что её возглавляет активное меньшинство, которое активно форсирует революционную ситуацию, прямо противоречащую воле народа. Иными словами, описанная в повести революция недемократична и нелегитимна, это дворцовый переворот, что предельно откровенно описано в журнальном варианте. Смены одной тирании на другую не происходит только потому, что автор устами одного из проходных персонажей отказался от психосоциального кондиционирования всей нации. Хайнлайн активно продвигал в повести идеи общей семантики, предельно чётко различая революционный авангард общества, чья задача побуждать массы к борьбе, и компетентных чиновников новой власти, которые будут контролировать пропаганду среди населения. Повесть заканчивается на полуслове: читатели сопереживают восставшим, но им не демонстрируется результатов восстания, как будет выстраиваться общество пост-Скаддеровском мире. Ощущаются и классовые предрассудки: снисходительно-пренебрежительное отношение к «доверчивым простакам», неважно, какой расы или вероисповедания.
Профессор Ратгерского университета Брюс Франклин подверг резкой критике элитаризм, продемонстрированный в повести, с левых идеологических позиций. Франклин подчёркивал, что генеральной темой Хайнлайна десятилетиями оставалось исследование связи культурной обусловленности и возможности реализации человеческой свободы. Несмотря на антикоммунизм, Хайнлайн соглашался с формулой «бытие определяет сознание», то есть индивидуальное сознание формируется ценностями конкретного общества или социального класса. Соответственно, свобода — это преодоление обусловленности. Согласно Франклину, проблема коренится в том, что если история Американской революции раскрыта через «развивающееся революционное сознание» Джонни Лайла, то совершенно неясно, возможна ли радикальная трансформация не одного молодого человека, а целого народа. Джонни узнал правду, соприкоснувшись с касающимися лично его проявлениями зловещей сути режима Пророков, после чего подвергался интенсивному перевоспитанию в Каббале. Глава отдела психодинамики Каббалы прямо ставил вопрос, насколько можно сдвинуть убеждения массы простых граждан, с рождения подвергаемых не просто духовной, а супернаучной обработке для убеждения в святости и всемогуществе государства. В итоге учёный прямо заявляет, что революция может оказаться успешной, но удержать власть революционеры не смогут: «ни один народ никогда не удерживался долго в подчинении без его собственного согласия», и даже сравнивает обычных людей с лошадьми, которых вывели из горящей конюшни, и которые всё равно стремятся вернуться в привычное место. По Франклину, Хайнлайн вполне мог иметь в виду результаты деятельности твеновского Хэнка Моргана из «Янки из Коннектикута при дворе короля Артура», когда он пытался создать капиталистическую индустриальную республику посреди религиозного мрака феодальной Англии. В журнальном варианте повести учёным Каббалы пришлось разработать концепцию быстрой перенастройки сознания под гипнозом, хотя у части подопытных слом старой системы убеждений не сопровождался укоренением новой, и они испытывали меланхолию, а то и заболевали шизофренией.
Б. Франклин, цитируя вышеприведённый пассаж, возмущался идеей Хайнлайна, что после обработки граждане должны были подвергнуться вторичному обследованию, лишь после которого могли быть признаны гражданами демократического государства и получить политические права. «Нет ни малейшего намёка на чудовищные возможности» злоупотребления понятием «правильное мышление», и ни малейшего намёка на иронию, когда Лайл передаёт содержание этой и подобных дискуссий. В версии 1953 года «аватар Марка Твена» возмущённо отвергает план «вскармливания с ложечки из рук самозваных настройщиков разума». Поэтому Каббала приняла решение после революции просто восстановить прежние гражданские свободы и всеобщее избирательное право, а если народ снова всё испортит, «это его дело». С точки зрения Б. Франклина, Хайнлайн сам загнал себя в противоречие: согласно логике самой повести, революция в таких условиях в принципе не способна создать новое общество, способное противостоять общественным силам и технологиям, которые изначально установили диктатуру Пророков. Согласно Франклину, у Хайнлайна всего одна альтернатива: «либо элита внушает народу правильное мышление, либо просто делает вид, что проблема решится сама собой». То есть у либертарианца Хайнлайна хорошая элита выступает как «бог из машины», несмотря на то, что она несовместима с демократическими принципами, которые волей автора отстаивает, либо общество рушится под напором невежества и глупости большинства населения. «Его концепция революционных социальных изменений представляет собой нечто, созданное элитой на благо народа», ибо антикоммунист Хайнлайн «не способен поверить, что прогрессивные социальные изменения могут произойти благодаря развитию производительных сил и последующим действиям самих эксплуатируемых классов». Фара Мендлезон в монографии 2019 года отмечала, что прав всё-таки оказался Хайнлайн. У. Паттерсон в статье 2000 года утверждал, что Хайнлайн при переделке повести решал в указанном пассаже совершенно другую дилемму: он не мог допустить, чтобы ценности Каббалы противоречили системе ценностей либеральной Америки и, следовательно, круга читателей и покупателей книги.

## Восприятие в критике

### Отзывы на журнальный вариант
В рубрике переписки с читателями, существовавшей в журнале Astounding, отзывы появились сразу же после публикации повести. Некто Милтон Ротман назвал «Если это будет продолжаться…» захватывающим повествованием и рекомендовал Хайлайну написать руководство для революционеров; особенно полезными были названы пассажи про пропаганду. Редактор Лоренс Хэмлинг — ещё один постоянный корреспондент журнала, прочил Хайнлайну большое будущее, хотя и не столь восторженно отзывался о повести («хороша, но не эпична»). Также Хэмлинг выражал недовольство комплектованием рубрики «Nova», ибо первый рассказ Дж. Голда, опубликованный в ней, относился к жанру детектива, а не фантастики, тогда как повесть Хайнлайна по-настоящему открывает поле для экспериментов. Ральф Гамильтон в своём объёмном послании (уже было анонсировано продолжение повести — «Ковентри»), отмечал, что произведение «цепляет», но если бы было большим по длине, уже стало бы скучным. В целом повесть представляет эталон публикаций в Astounding, ибо реалистична, «что до сих пор не было свойственно научной фантастике», и даже обладает литературными достоинствами, что свидетельствует о зрелости редакционной политики. Работа Хайнлайна над сюжетом и фантастическим допущением обозначена как «тщательная и кропотливая», хотя финал «Если это будет продолжаться…» скомкан и вызывает подозрение, что «некто произвёл над повестью ампутацию». Иными словами, сюжетные потенции не были реализованы: финал революции выглядит неубедительно и неумело проработан, некоторые сюжетные линии повисли в воздухе. «У меня сложилось впечатление, что автор двигался к какой-то цели, которую я так и не сумел вычислить; затем автор дал понять, что он уже достиг её каким-то неопределённым образом. Но я не чувствовал, что мы идём рука об руку». Повесть явно заслуживала расширения объёма, требуя не двух, а трёх или четырёх частей.
Уильям Уэмиант отнёс «Если это будет продолжаться…» к поджанру социальной фантастики, также указывая на скомканность финала. Главным достоинством повести было допущение, что «социально-политическая система завтрашнего дня» превратится в своего рода религию, безотносительно того, будет ли она обладать атрибутами классических теологических систем. Большим достижением Хайнлайна является демонстрация того, что демократия и диктатура — не более чем инструменты, развившиеся из «комплекса активирующих факторов» нашего общества. Разница между ними всего лишь в том, что та жизнь, которая определяется как «хорошая» должна быть устроена на демократических началах. Это будет возможно только тогда, когда социология и экономика превратятся в точные науки из той совокупности доктрин, которыми они остаются в 1940 году. Поэтому Уэмиант подытоживал своё послание так: «ваша задача — не продавать политические, экономические или социальные (или психологические) убеждения, а только интересные истории».

### Отзывы на книжные издания
Издания «Восстания 2100 года» вызвали разноречивые отзывы критиков. В редакционном рекомендательном обзоре журнала Fantasy & Science Fiction третий том «Истории будущего» издательства «Шаста» назывался разочаровывающим, ибо книга собрана из рассказов, печатавшихся полтора десятилетия назад в Astounding. «Если это будет продолжаться…» обозначается как «не совсем Хайнлайн»: если основная сюжетная посылка о религиозной диктатуре хороша сама по себе, то для убедительности её проработка должна быть последовательной, тщательной и подробной, «как в инопланетных мирах Клемента», чего автор даже не пытался сделать. Хотя в книге представлен переписанный вариант произведения, результат получился «неловким». Итоговый текст представляет собой мешанину страниц, написанных зрелым Хайнлайном образца 1954 года, и следов литературного ученичества, ибо оригинальная повесть вышла в свет всего через полгода после официального дебюта её автора. «Ковентри» получился удачнее, а «Неудачник» — слабее всех. «Это несколько ниже того уровня, которое ныне гарантирует фамилия Хайнлайна». В рецензии Гроффа Конклина книга, напротив, обозначена как классическая, а её автор — «Старый Мастер» — как «лучший рассказчик в современной научной фантастике» (это суждение Генри Каттнера, высказанное в предисловии к книге). Две трети объёма тома занимает «Если это будет продолжаться…», которая названа «потрясающей»; повесть несколько осовременена, но сохранила свою изначальную сущность — «динамическую и пугающую». Генри Ботт (Imagination Stories of Science and Fantasy) в буквальном смысле требовал от читателей, если они ещё не слышали о «Если это будет продолжаться…», «Ковентри» и «Неудачнике» — немедленно бежать в книжный магазин и требовать сборник Хайнлайна. Повесть о Второй Американской революции существенно переписана по сравнению с журнальным вариантом и увеличилась почти вдвое. Качества Хайнлайна-писателя возвышают его на голову над всеми современниками, что касается и качества письма, проработки персонажей и темпа развития сюжета. История установления религиозной диктатуры в США признаётся «не столь невероятной», и большое одобрение Г. Ботта вызвало повествование от лица «солдата демократии»; «это великолепная повесть».
Критик Питер Скайлер Миллер заявил, что третий из пяти анонсированных томов «Истории будущего» демонстрирует точку надира всей серии, хотя Хайнлайн и увеличил объём повести «Если это будет продолжаться…» до 60 000 слов, превратив её «в подобие романа». Самой интересной частью издания Миллеру показалась «Повесть о ненаписанных повестях», опубликованная в виде авторского послесловия. Во-первых, оно объясняет принцип построения всего издания, во-вторых даёт понять, что значительная часть содержимого таблицы «Истории будущего» никогда не выйдет в печатном виде. Содержание третьего тома касается Тёмных веков будущего Земли. Анализируя «Если это будет продолжаться…», Миллер отметил, что Хайнлайн продемонстрировал и свой фирменный стиль, и множество интересных технологий, от описаний роботизированного реактивного автомобиля с автопилотом, до пещерного убежища Каббалы. Однако повесть уже не соответствует авторской планке, которую он сам установил в своих романах для юношества. Деймон Найт обращал внимание практически на те же аспекты книги, состоящей из значительно переработанных рассказов, опубликованных пятнадцать лет назад на заре писательской карьеры Хайнлайна. «Если это будет продолжаться…» писалась специально для схемы «Истории будущего», и её публикация означала переворот в фантастическом гетто — Хайнлайн обладал незаурядным здравым смыслом, интеллектом и запасом знаний, «чтобы перевернуть научную фантастику с ног на голову». «Революция… всегда была излюбленной темой научной фантастики: она романтична, она достоверна и она так же фальшива, как марсианская принцесса». Если сравнивать журнальный и книжный текст, можно удостовериться, что целью переработки было «очеловечивание» персонажей, которые стали похожими на наших современников, а не действующих лиц рыцарского романа. Д. Найт пожалел об утраченной линии с браком Джонни и Юдифь, но признал, что новая романтическая история правдоподобнее; гораздо ярче стал и Зебадия Джонс — обычный для Роберта «компетентный умник». Правдоподобнее стало и катапультирование Джона из реактивного самолёта («Забавно, что я скучаю по старой версии»). Однако проблема заключается в том, что когда будущий критик впервые читал повесть, ему было семнадцать лет, и далее его жизненный опыт менялся, тогда как литературное произведение всегда остаётся в своём времени. На поверку оказалось, что у повести крайне слабо проработан сюжет, и персонажи используют специфический сленг. «Ковентри» является своего рода послесловием к «Если это будет продолжаться…» и переходным мостиком к увлекательному миру «Детей Мафусаила», а «Неудачник» написан крайне неуклюже.
Иэн Маколей в рецензии на издание лондонского «Голланца» подчёркивал, что все произведения из «Восстания 2100 года» относятся к ранним — и лучшим — годам Хайнлайна как писателя-фантаста. Качество «Если это будет продолжаться…» очень высокое: внимание автора к деталям не снижает динамики повествования, и эта повесть читается в буквальном смысле на одном дыхании. Хайнлайн ещё не навязывает читателю свои спорные этические стандарты, хотя внимательный читатель уже найдёт зачатки его философских и эстетических устремлений. Книга рекомендуется для членов Британской ассоциации научной фантастики. Писатель и критик Бейрд Сирлс в 1987 году не высказал ни единого критического замечания по адресу «первого из трёх ныне живущих писателей-фантастов». Он сетовал, что читающая публика, и даже постоянные поклонники Хайнлайна, мало знают его раннее творчество, несмотря на постоянные переиздания. «Восстание в 2100 году» на две трети состоит из «Если это будет продолжаться…» — первого произведения Хайнлайна, выходящего за рамки рассказа. История диктатуры воплощённых Пророков в США, опирающейся на новейшие разработки в области психотехники, нисколько не устарела; напротив, темы религии и революции пронизывают всё творчество Хайнлайна. «Следите за новостями о дальнейших переизданиях произведений Хайнлайна, о которых вы должны знать, но, вероятно, не знаете».
В рецензии на монументальный 667-страничный омнибус The Past Through Tomorrow П. Миллер заявил, что журнал Analog так и не достиг уровня старого Astounding рубежа 1930—1940-х годов, хотя им руководил бессменный Джон Кэмпбелл. Реликтом великого прошлого названа и «История будущего», целиком увидевшая свет под одним переплётом. По непонятной Миллеру причине, схема истории будущего была убрана на страницы 530—531, а рассказ «Да будет свет» — второй в серии — вообще не был включён в собрание, его заменил совсем недавний (1962 года) рассказ «Прожектор», повествующий о буднях лунных колонистов. Герои Хайнлайна — это «решатели проблем», и горе тому обществу, которое перестанет порождать таких людей. Альгис Будрис сдержанно назвал том «монументом героической эпохи», отметив, что слагающие его произведения уже не производят такого же эффекта, как четверть века назад, хотя книга непременно должна быть в библиотеке всякого любителя НФ. Стивен Комптон подчёркивал, что выпуск «Истории будущего» отчётливо демонстрирует, что «новый» Хайнлайн 1960-х годов не такой уж и «новый», ибо ещё во времена «Если это будет продолжаться…» и «Детей Мафусаила» отличался глубоким проникновением в суть политических и религиозных систем, отличаясь разве что большей сдержанностью при обсуждении полового вопроса. Персонажи Хайнлайна живые и многие из рассказов и повестей можно перечитывать, безотносительно к сбывшимся или несбывшимся фантастическим прогнозам.

### Блогосфера
В XXI веке повесть продолжает привлекать читателей, которые высказывали самые разные мнения. Политический комментатор Николас Уайт отмечал, что произведение выдержало проверку временем, и в 2015 году антиутопическая Америка казалась даже более реальной, чем при первом прочтении «Если это будет продолжаться…». Повесть безусловно достойна премии «Ретро-Хьюго». Блогер Брайан Коллинз, отмечая все слабые стороны журнального варианта повести (несбалансированность двух частей, слишком быстрый темп действия и неровность персонажей), выражал недоумение, почему её не выдвигали на премию «Прометей». Также Коллинз писал, что значение «Если это будет продолжаться…» для творчества Хайнлайна больше, чем её литературные достоинства. Джеймс Уоллес Харрис, впервые прочитавший повесть в 1960-е годы, приводил её в пример того, как устаревают фантастические произведения. «Если это будет продолжаться…» — слабая ученическая вещь, написанная, когда Хайнлайн ещё только осваивал ремесло литератора: в ней нет запоминающихся образов, а фантастический мир прописан едва-едва и слишком широкими, грубыми мазками («теократия свергнута слишком быстро и легко»). В тексте уже представлены лекции, которые так раздражают в объёмных романах, написанных Хайнлайном в старости. Оказалось, что в повести, напечатанной в 1940 году, уже присутствует «зацикленность» писателя на нудизме; крайне неправдоподобно выглядит любовная история Лайла, ибо никак не обосновано правдоподобие его отношений с Юдифью. «Хайнлайн также ожидает, что мы будем ненавидеть его злодеев, хотя на то представлено слишком мало оснований». Напротив, английский книжный блогер, выступающий под псевдонимом Виктор Франкенштейн, причислял повесть к разряду «умных приключенческих историй, заставляющих читателя задуматься», поставив ей оценку восемь из десяти.

## Издания

Обложка сборника «Восстание в 2100 году» — первое книжное издание повести. Иллюстрация Хьюберта Роджерса

В составе сборников «Восстание 2100 года» и «Прошлое через будущее» повесть многократно печаталась на английском языке. В 1950-х годах права на «Восстание 2100 года» выкупила компания New American Library (импринт Signet), сменив при переизданиях до 1970-х годов три варианта оформления. Опубликованы переводы на итальянский (1959, 1971, 1988), немецкий (1964, 1988), португальский (1968, 1977), французский (1969, 1980), японский (1956, 1969), нидерландский (1972), шведский (1984), испанский (1986), сербский (1995) языки.
Во Франции книги Хайнлайна печатались в серии Les classiques de la Science Fiction, выпускаемой в 1967—1974 годах. «Если это будет продолжаться…» вошла в 16-й том, вместе с «Детьми Мафусаила» и «Пасынками Вселенной». В 2005—2011 годах издательство Gallimard выпустило собрание сочинений Хайнлайна на французском языке. Несмотря на антиклерикальную направленность, повесть выпускалась и в традиционно католических странах Латинской Америки, а также Португалии, Бразилии и Италии. В Японии первое издание «Если это будет продолжаться…» последовало в 1956 году в издательстве Гэсёнся, получив в переводе Минаи Кэйдзи название «Революция 150 лет спустя»; главы, которые в оригинале были только нумерованы, получили названия от переводчика (например, глава X «Обнажённая женщина в пещере»). Перевод издательства «Хаякава» 1969 года был выполнен ведущим исследователем Хайнлайна в Японии Тэцу Яно.
На русском языке существует единственный перевод, выполненный историком-востоковедом, популяризатором науки и писателем-фантастом И. В. Можейко. Такую ситуацию переводчик и исследователь творчества Хайнлайна С. В. Голд называл нетипичной, ибо в среднем каждый роман и повесть писателя имеют как минимум три разных перевода на русский язык, а некоторые ещё больше. Перевод вышел в 1967 году в альманахе «Научная фантастика» № 7 издательства «Знание» под псевдонимом «Ю. Михайловский», так как Кир Булычёв использовался в те времена для детективов. Позднее И. Можейко заявлял, что идеологическая цензура сократила текст примерно на треть, однако сопоставление с оригиналом, предпринятое С. В. Голдом, показало, что данное суждение крайне предвзято и односторонне. Редактор Г. Малинина последовательно очищала текст Хайнлайна от всех маскирующих элементов, которые скрывали антиклерикальную сущность повести. Последовательно убирались все упоминания о масонах (включая приём в ложу Зебадии и Лайла), из-за чего могло показаться, что «революцию против религиозной диктатуры устроили отпавшие от церкви безбожники». Исчезла религиозная лексика в диалогах героев, но остались библейские имена боевых сухопутных кораблей («своеобразный кукиш в кармане»). В общем, С. В. Голд невысоко ценил перевод Можейко, не считая его профессиональным переводчиком. Вдобавок, историк-востоковед не опознал ряд стандартных религиозных оборотов (например, девиз иезуитов «К вящей славе Господней» превратился в «К дальнейшему процветанию Господа»), у него, по-видимому, не было под рукой даже текста Библии, и в сцене купания, где Лайл цитирует «Песнь песней», в черновике остался подстрочник с многоточием. Эти изменения и сокращения в плане объёма были незначительны, сильнее были порезаны научно-технические описания; видимо, переводчик просто выпускал непонятные ему реалии и подробности. Целыми страницами убирались «рассуждения о семантике, об истоках психометрии в рекламном бизнесе, а заодно и разговоры о свободе и религии и о других неинтересных советскому читателю вещах» (например, описание детектора лжи или системы катапультирования). Исчезли и бластеры, тем более, что Хайнлайн в оригинале постоянно чередовал blaster и blast pistol, то есть принцип действия оружия и его образец. Примечательным С. В. Голд считал талант редактора, которая убирала поздние добавления Хайнлайна в текст, возвращая повесть к журнальному виду. Среди немногих откровенных ляпов была путаница Карлсбадских пещер и Карловых Вар, а также замена инквизиторских капиротов на капюшоны.
В 1991 году последовало новое издание перевода «Если это будет продолжаться…» в сборнике «Цех фантастов», в выходных данных которого составителем числился И. Можейко, автором предисловия указывался Кир Булычёв, а перевод по-прежнему обозначался, как выполненный Ю. Михайловским. В идеологизированном предисловии повесть характеризовалась как антифашистская, а СССР приравнивался к теократии Скаддера. С. В. Голд показал несправедливость некоторых обвинений в адрес редакции «Знания»: например, сцены с намёками на эротику (купание в подземном озере) редактуре не подвергались, а представление революционеров как «белых голубей» было изначальной задачей Хайнлайна. В издании «Цеха фантастов» текст перевода, по-видимому, восстанавливался по черновику корректуры, и в печатный текст вернулись многочисленные ошибки. Цитата из «Песни песней» (Песн. 7:7-8) выглядела так: «Как… телом подобна пальме, груди как грозди…» Идеологические и атеистические правки исправлены при этом не были. Все ошибки повторились во втором томе собрания сочинений Хайнлайна издательства «Terra Fantastica» (1993), в который был включён авторский сборник «Революция в 2100 году» с «Детьми Мафусаила» и «Пасынками Вселенной». В первом законченном собрании сочинений Хайнлайна рижского издательства «Полярис» повесть вышла в составе двухтомной «Истории будущего», а так и не исправленный перевод воспроизводился ещё и в серии «Отцы-основатели» издательства «Эксмо» и однотомнике «История будущего». Только в 2020 года в собрании сочинений Хайнлайна издательства «Азбука» старый перевод Можейко-Булычёва был полностью сверен с оригиналом и восстановлен усилиями редактора А. В. Етоева и исследователя-переводчика С. В. Голда. В 2022 году новый перевод воспроизводился в серии «Мир фантастики». По состоянию на 2023 год, на русском языке повесть выпускалась двенадцать раз — это больше, чем было изданий в Великобритании.
- "If This Goes On —" by Robert Heinlein : First of Two Parts. An Astounding Nova story :  [англ.] // Astounding Science-Fiction. — 1940. — Vol. XXIV, no. 6 (February). — P. 9—40.
- "If This Goes On —" by Robert Heinlein : Conclusion. The final installment of Astounding’s second Nova story :  [англ.] // Astounding Science-Fiction. — 1940. — Vol. XXV, no. 1 (March). — P. 117—151.
- If This Goes On— // Revolt in 2100 / by Robert A. Heinlein, with an Introduction by Henry Kuttner. — New York : A Signet Book from New American Library, 1953. — P. 11—128. — 192 p. — Vol. 3 of the author's series: Future history.
- Robert A. Heinlein. If This Goes On— // The Past Through Tomorrow : «Future history» Stories / Introduction by Damon Knight. — New York : G. P. Putnam's Son, 1967. — P. 361—470. — 667 p.
- Роберт Хайнлайн. Если это будет продолжаться… (повесть) // Научная фантастика / Составитель Е. Парнов; перевод Ю. Михайловского. — М. : Знание, 1967. — Вып. 7. — С. 173—265. — 288 с. — 200 000 экз.
- Роберт Хейнлейн. Если это будет продолжаться… (повесть) // Цех фантастов 1991 / Сост. И. В. Можейко; пред. Кир Булычёв; перевод Ю. Михайловского. — М. : Московский рабочий, 1991. — Вып. 1. — С. 21—140. — 288 с. — 50 000 экз. — ISSN 0868-8680.
- Хайнлайн Р. Э. Если это будет продолжаться… (пер. Ю. Михайловского) // Собрание сочинений / Сост. А. Чертков; Пред. и комм. А. Балабуха; Худ. Я. Ашмарина. — СПб. : Terra Fantastica, 1993. — Т. 2: Революция в 2100 году; Дети Мафусаила; Пасынки Вселенной. — С. 19—146. — 560 с. — 50 000 экз. — ISBN 5-7921-0027-6.
- Хайнлайн Р. Если это будет продолжаться… // [История будущего] / Пер. Ю. Михайловского. — Рига : Полярис, 1994. — С. 165—304. — 399 с. — (Миры Роберта Хайнлайна. Кн. 23). — 25 000 экз. — ISBN 5-88132-084-0.
- Хайнлайн Р. Если это будет продолжаться… // Угроза с Земли / Пер. Ю. Михайловский; комм. А. Ермолаев. — М.: Эксмо, 2007. — 1056 с. — ISBN 5699228314. — ISBN 978-5-699-22831-7. — ISBN ISBN 5-7921-0738-3 (ошибоч.).
- Хайнлайн Р. Э. Пасынки Вселенной. История будущего / Пер. с англ. Комм. С. В. Голд. — СПб. : Азбука-Аттикус, 2020. — Кн. 2: Повести, рассказы. — 360 с. — ISBN 978-5-389-18635-4.
- Роберт Хайнлайн. «Если это будет продолжаться…» (повесть) // История будущего : [повести, рассказы] / перевод И. Можейко, С. В. Голд. — Санкт-Петербург : Азбука, 2022. — С. 515—655. — 924, [1] с. — (Мир фантастики : МФ). — 3000 экз. — ISBN 978-5-389-20880-3.

### Комментарии
1. ↑  Напротив, в монографии Т. Клэресона и Дж. Сандерса говорится, что Федерация уступила место религиозной диктатуре[7].
2. ↑  Период религиозной диктатуры постоянно упоминался в «Истории будущего», а после создания концепции Мультивселенной в 1980-е годы, упоминался в большинстве вариаций истории человечества. В романе «Фрайди» (1982) героиня в ответ на пароль «1776» (год подписания Декларации Независимости США) даёт отзыв «2012» (год избрания Неемии Скаддера)[10].
3. ↑  Фантастовед, историк и антрополог Леон Стовер[англ.] считал повесть антиклерикальной сатирой, претекстом для которой стали инвективы Марка Твена против «Христианской науки», которую американский классик считал потенциальной угрозой теократии[11].
4. ↑  Порядка 7000 долларов в ценах 2024 года. Расчёт произведён калькулятором Measuring Worth.
5. ↑  Аванс за первый том составлял всего 200 долларов (2630 долларов в ценах 2024 года).
6. ↑  С. В. Голд настаивал, что адекватным русским переводом этого заглавия является «Прошедшее будущее»[18].
7. ↑  В исследовании 1968 года Паншин был настроен суровее, утверждая, что в 1939 году Хайнлайну ещё не хватало ремесленного умения максимально эффектно подать сюжет. Поэтому «Если это будет продолжаться…» ещё ученическая вещь, а сюжетные элементы «свалены как попало», в общем и в целом это произведение на выходит за рамки стандартной журнальной фантастики тех лет[19]. Паншин даже предположил, что Хайнлайн выдумывал сюжет на ходу, и вводя новых персонажей, в точности не знал, куда сюжет повернёт и как они будут действовать. Это, в частности, следует из того, что сначала появляется персонаж, и только позднее называется его имя[20].
8. ↑  В повести упоминается и Голливуд как крупный религиозный центр, где осуществляется психологическая обработка населения. У. Паттерсон относил фантастическое допущение такого рода к «типу Уэллса»[1].
9. ↑  Библиограф Дэвид Самуэльсон высоко оценивал авторское решение представить революцию глазами невинного Джонни Лайла. «Если Лайл хоть сколько-нибудь типичен для
верующего населения, перевоспитание этого общества будет в лучшем случае медленным, поскольку его наивность практически непобедима, а методы промывания мозгов отвергаются». Все действия Джонни просты, эмоциональны и инспирированы внешним источником: он охотно доверяет теоретические рассуждения и обоснования своему другу Зебадии и другим офицерам Каббалы. Наивность Джонни очень эффектна в сцене с купанием в пещере. О том же писал и Рональд Сарти, напоминая, что к моменту знакомства Лайла с Юдифью и Магдалиной, Джонни не разговаривал ни с одной женщиной, кроме собственной матери[32].
10. ↑  Леон Стовер полагал этого персонажа реинкарнацией Марка Твена — «выразителя истинного духа Америки»[23].